# Обалинский, Альфред
Альфред Обалинский (пол. Alfred Obaliński; 15 ноября 1843, Бжезаны, Королевство Галиции и Лодомерии, Австро-Венгрия, ныне Бережаны, Тернопольская область, Украина — 18 июля 1898, Краков) — польский хирург.
Ещё студентом медицинского факультета Ягеллонского университета принял участие в Польском восстании 1863—1864 годов, в частности, в Сражении за Мехув. После поражения восстания вернулся в Краков и продолжил образование, получив в 1868 году степень доктора медицины, а в 1870 году — доктора хирургии. С 1870 года работал в университетской больнице в Кракове, возглавлял отделение хирургии. В 1881 году габилитировался с диссертацией «Экспериментальное исследование кровотечений в брюшную полость» (пол. Doświadczalny przyczynek do przesączania krwi do jamy otrzewnowej). В 1881—1882 гг. руководил университетской больницей, с 1883 года экстраординарный профессор Краковского университета, с 1897 года ординарный профессор.
Обалинский считается пионером польской урологии, автор первого польского учебника в этой области «Лекции о болезнях мочеполовой системы у мужчин» (пол. Wykłady z zakresu chorób dróg moczowych męskich; 1886), первым в Польше выполнил операцию по удалению предстательной железы (1888). В то же время занимался и пластической хирургией, в 1897 году первым применил пилу Джильи для краниотомии. Был также одним из первых хирургов, использовавших рентгенограммы в диагностике (с 1896 года).